# 宣武门站
宣武门站是一个位于中国北京市西城区金融街街道、广安门内街道、西长安街街道与椿树街道交界宣武门宣武门内大街、宣武门外大街、宣武门东大街、宣武门西大街交叉口，属于北京地铁2号线和4号线的地铁换乘站。1969年10月1日建成，1971年1月15日随北京地铁一期工程投入运营，4号线车站则于2009年9月28日投入使用。

## 位置
这个站位于已拆除的宣武门，即宣武门外大街－宣武门內大街与宣武门东大街－宣武门西大街交匯處。2号线车站呈东西走向，4号线车站呈南北走向。

## 車站结构

### 车站楼层
2号线部分为北京地铁一期工程车站，呈东西走向，地下岛式站台设计，没有专用的站厅层；4号线部分为南北走向，地下岛式站台，有站厅层。两线通过两个通道连接，但由于受限于2号线车站宽度，通道通行能力并不能完全满足高峰时的需要，高峰小时最大换乘能力仅8800余人次。为此，宣武门站于2018年启动新增换乘通道工程，该工程包括在西北、东北、西南方向新增3条换乘通道，并新建5个地下售检票厅。新建的换乘通道及售检票厅已于2020年12月31日启用。
| 地面层               | 出入口                            | A–H出入口                        |
| 地下一层 2号线站厅层 | 2号线站厅                         | 票务服务、自动售票机、一卡通充值 |
| 地下二层 2号线站台层 |                                   | 2号线内环（长椿街）              |
| 地下二层 2号线站台层 | 岛式站台，左側開门                |                                  |
| 地下二层 2号线站台层 | 2号线外环（和平门）               |                                  |
| 地下三层 4号线站厅层 | 4号线站厅                         | 票务服务、自动售票机、一卡通充值 |
| 地下四层 4号线站台层 |                                   | 4号线往安河桥北（西单）          |
| 地下四层 4号线站台层 | 岛式站台，左側開门                |                                  |
| 地下四层 4号线站台层 | 4号线往天宫院（大兴线）（菜市口） |                                  |

### 站厅及换乘
宣武门站设有4个站厅，其中2号线站厅设于宣武门路口东西两侧，4号线站厅设于南北两侧。
2020年换乘改造后，2号线西站厅整体成为付费区，需经E口或H口进入；2号线东站厅则接入新建B、C口。4号线北站厅接入B、E、F口，东西两侧均设有通往2号线车站的换乘通道口，南侧设有通往站台的直梯；4号线南站厅接入G、H口，在付费区西侧（H口北侧）设有通往2号线车站的换乘通道口，北面布置有“宣南文化”主题壁画。
2号线换乘4号线的流线为通过2号线站台的两个换乘口下台阶，经内圈通道前往4号线站厅，4号线换乘2号线则需通过新建换乘通道换乘。

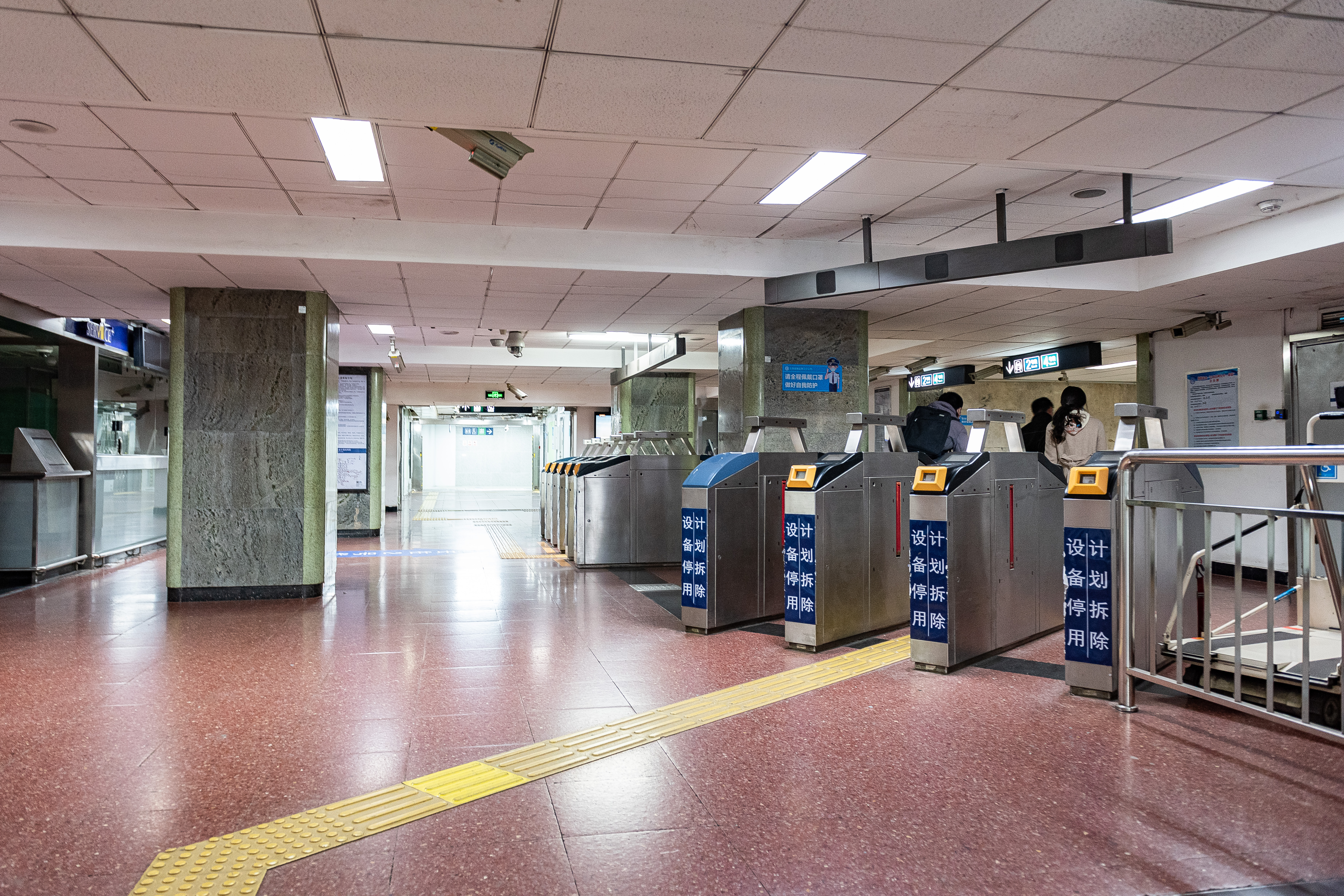
已停用闸机的2号线西站厅（2021年3月摄）
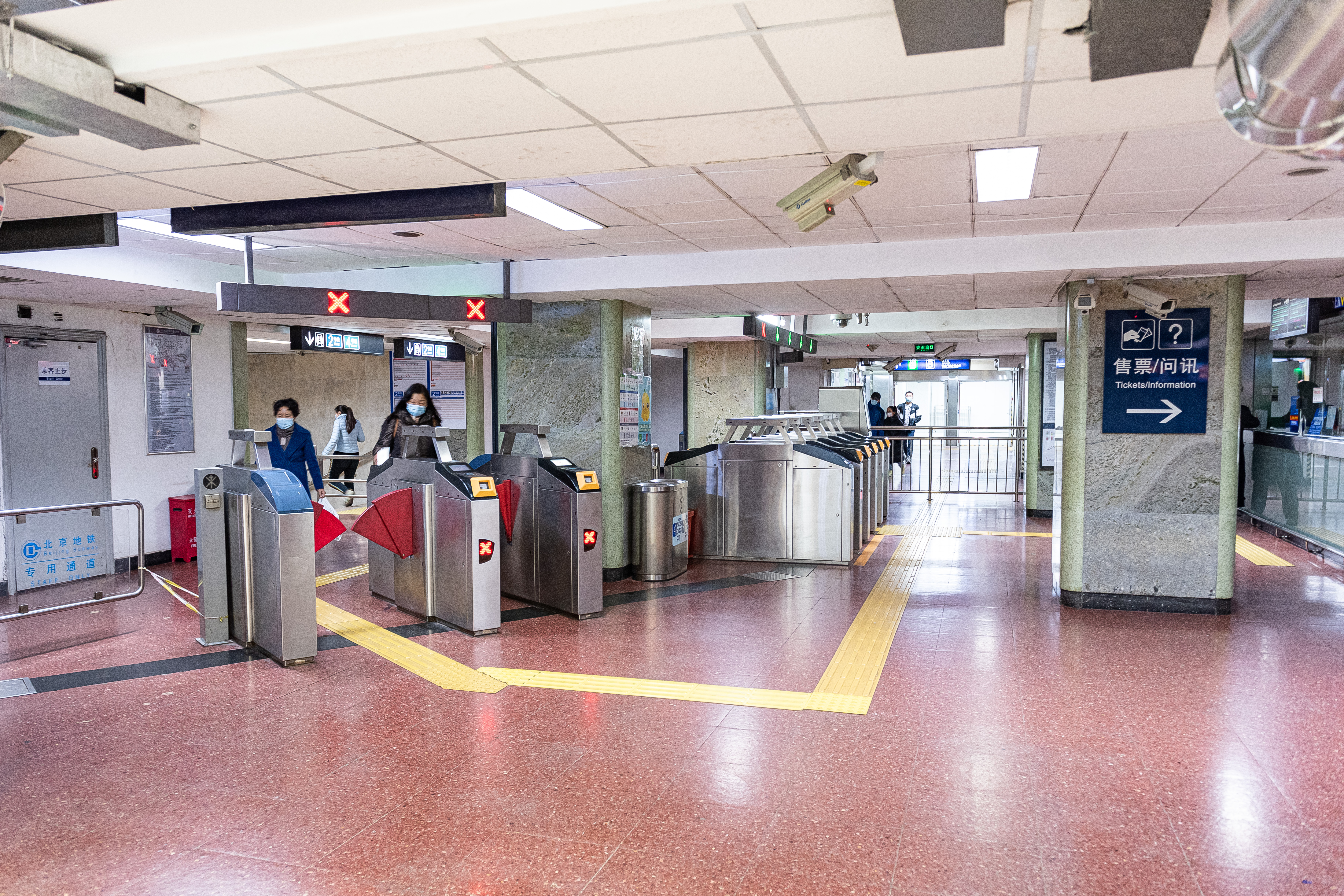
2号线东站厅（2021年3月摄）
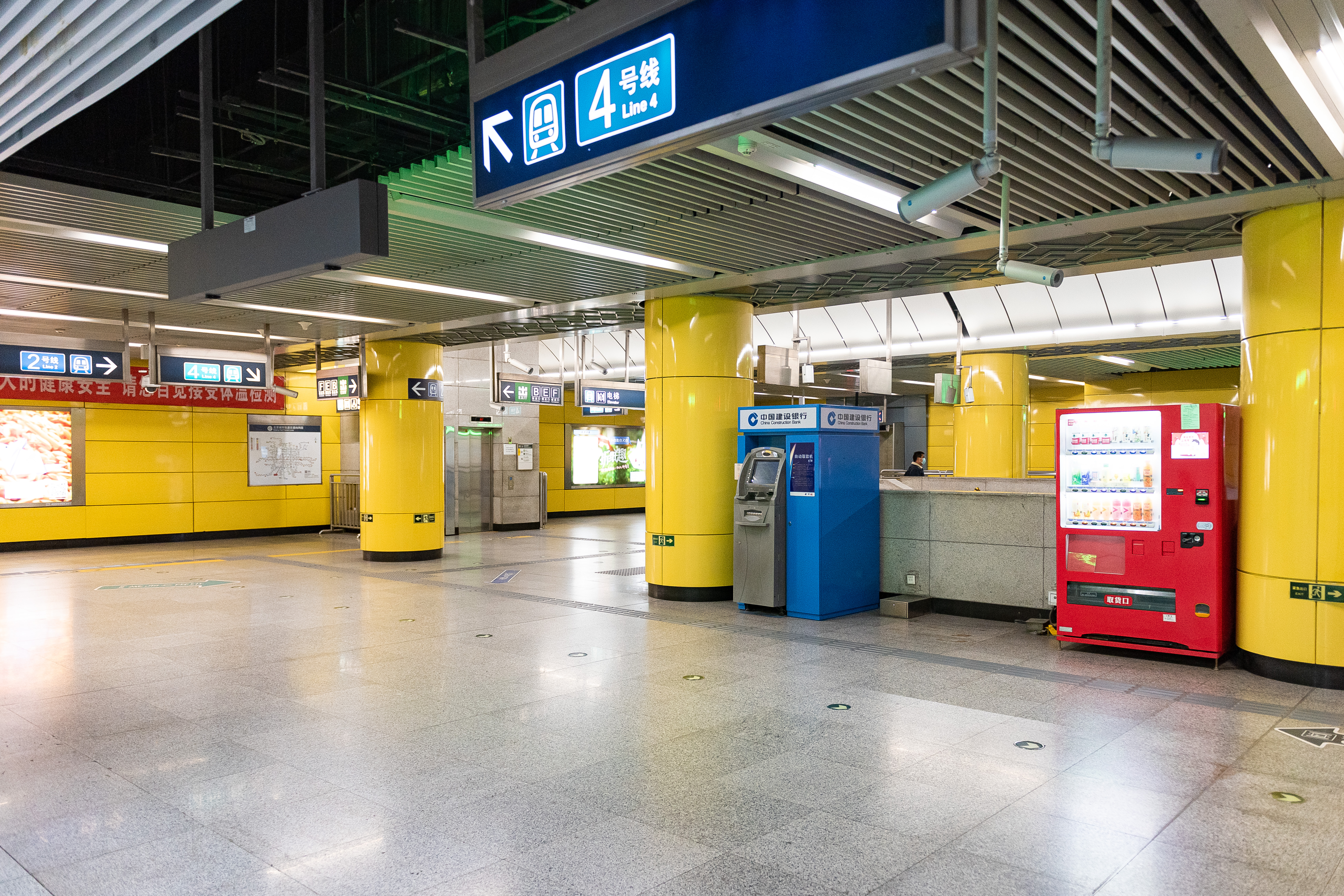
4号线北站厅（2021年3月摄）
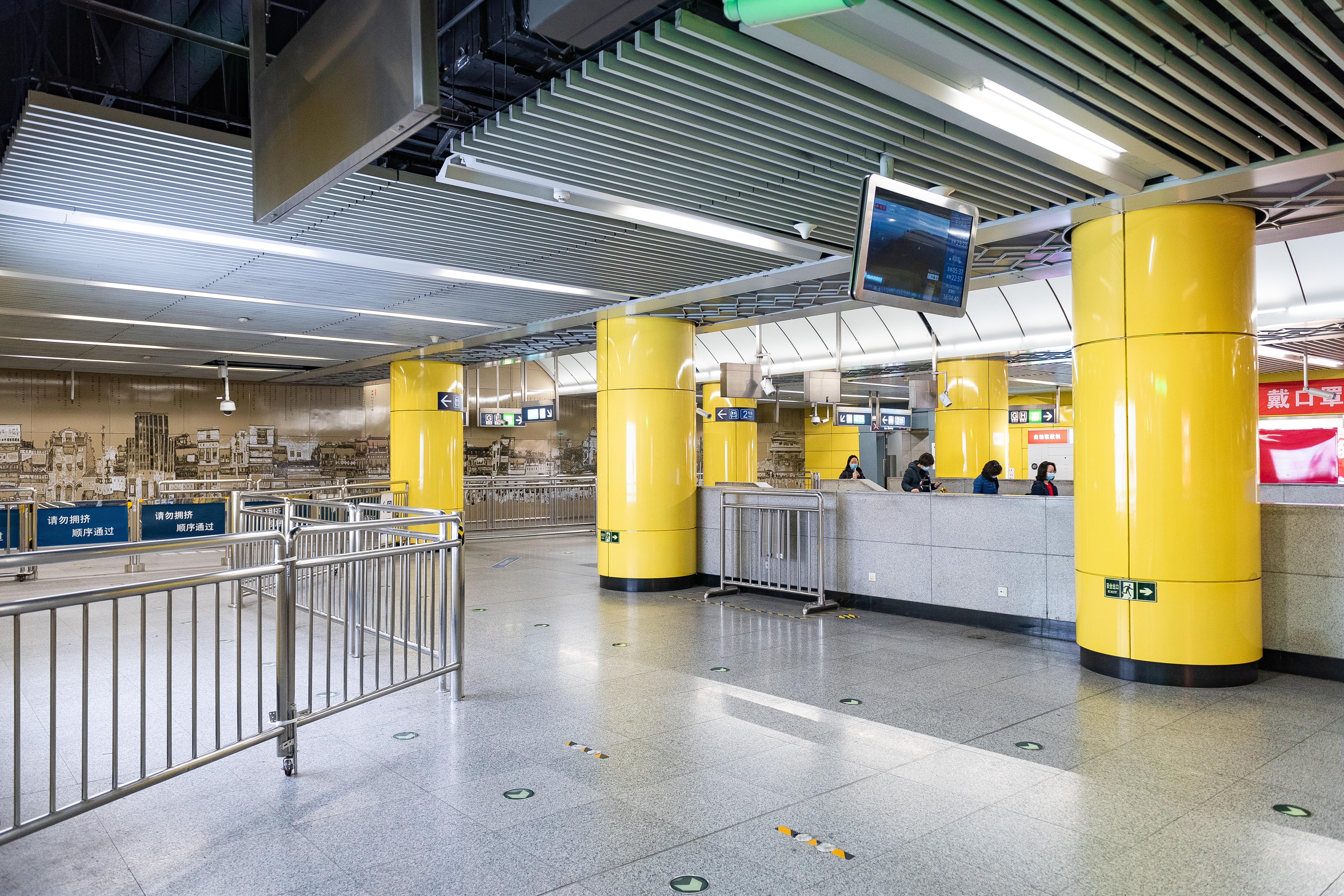
4号线南站厅（2021年3月摄）
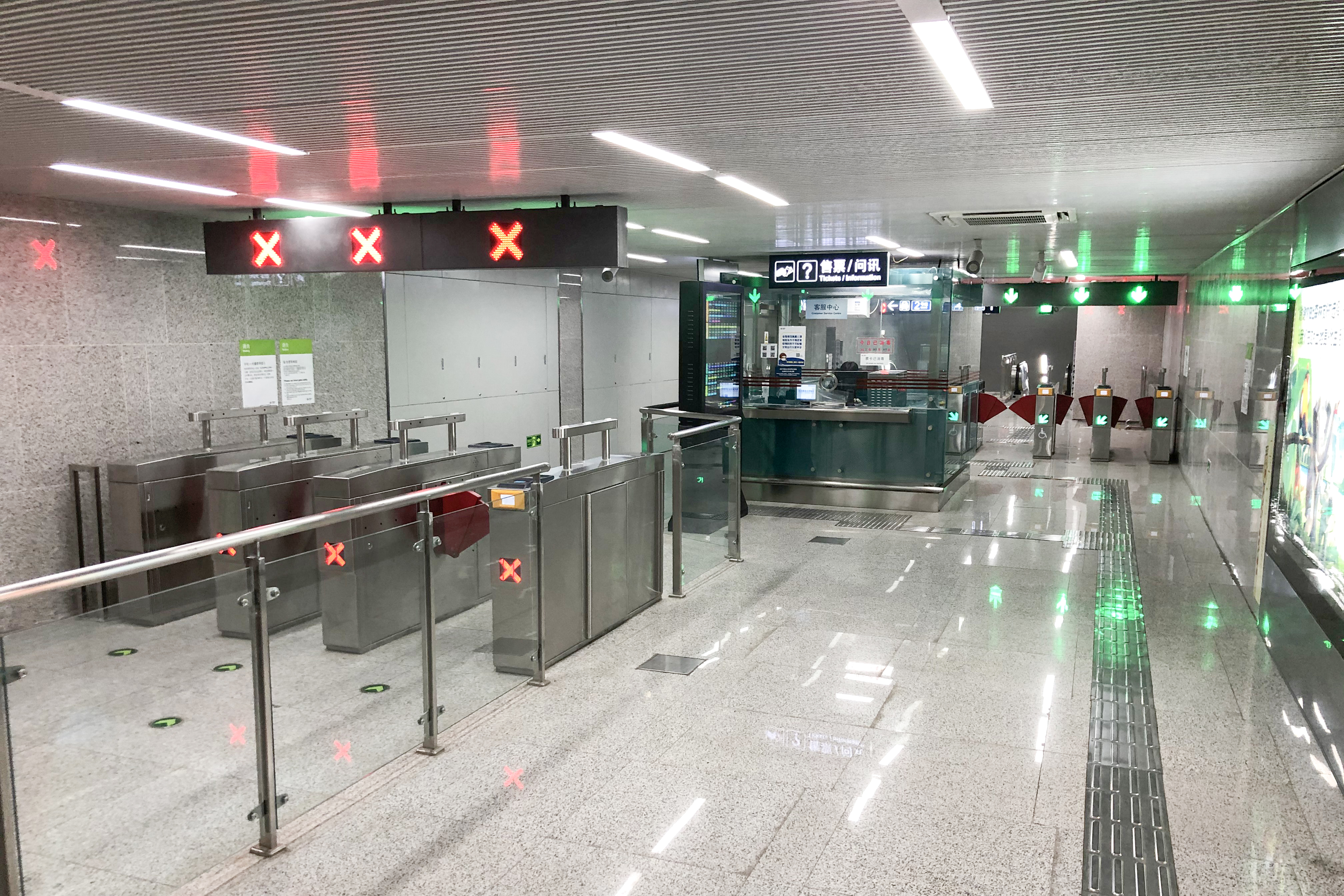
B出入口站厅（2021年3月摄）

### 站台
2号线宣武门站设有一座岛式站台，位于宣武门西大街-宣武门东大街地底，站台设有两处通往4号线的换乘口。4号线宣武门站同样设有岛式站台，位于宣武门内大街-宣武门外大街地底。

## 出口
宣武门站2020年12月31日之前有11个出入口，分别是：A1、A2、B1、B2、C1、C2、D1、D2、E、G和H。2020年12月31日，宣武门站新建换乘通道启用，A1、A2、B1、B2、D1和D2永久停用，仅作为应急疏散使用，C1和C2在原址改建为C口，新建F口和B口，其中B口采用了半下沉式设计，以避免对宣武门天主堂的遮挡。目前宣武门站共有6个出入口。
|                       |                      | |      |                |
|                       |                      | |      |                |
| 编号                  | 指示                 | 建议前往的目的地                                                                                          | 图片 | 无障碍设施图片 |
| 连通 2号线站厅        |                      | |      |                |
| 出口 · B              | 宣武门东大街（北侧） | 宣武门天主堂                                                                                              |      | 不適用         |
| 出口 · C              | 宣武门东大街（南侧） | 宣武门商务酒店                                                                                            |      | 不適用         |
| 连通 4号线站厅        |                      | |      |                |
| 出口 · E · 升降机标志 | 宣武门内大街（西侧） | 繁星戏剧村-繁星美术馆、鲁迅中学、北京第二实验小学、新华通讯社、北京市电视技术研究所、涭水河小学、抄手胡同 |      |                |
| 出口 · F              |                      | 宣武门天主堂、北京市第二医院                                                                              |      | 不適用         |
| 出口 · G              | 宣武门外大街（东侧） | 如家快捷宣武门酒店、宣武门商务酒店、椿树青少年活动中心                                                    |      | 不適用         |
| 出口 · H              | 宣武门外大街（西侧） | 宣武青少年科技馆                                                                                          |      | 不適用         |
| 註： 設有             |                      | |      |                |